# The Seer
The Seer este primul disc EP lansat de cântăreața finlandeză Tarja Turunen.

## Ordinea pieselor pe disc
Versiunea standard
1. „The Seer” (împreună cu Doro Pesch) — 4:22
2. „Lost Northern Star (Tägtgren Remix)” — 4:35
3. „The Reign (Score Mix)” — 4:47
4. „Die Alive (Alternative Version)” — 4:08
5. „Boy and the Ghost (Izumix)” — 4:14
6. „Calling Grace (Full Version)” — 3:18
7. „Lost Northern Star (Ambience Sublow Mix)” — 4:56
8. „Damned and Divine (live in Kuusankoski)” — 5:44
9. „You Would Have Loved This (live in Kuusankoski)” — 4:04
10. „Our Great Divide (live in Kuusankoski)” — 5:16
11. „Ciarán's Well (live in Kuusankoski)” — 3:48